# Francesc Rierola i Masferrer
Francesc Rierola i Masferrer   (Manlleu, 1858 - Vic, 11 de gener de 1908) va ser un narrador, traductor i memorialista català. Llicenciat en dret, va viure a Barcelona fins al 1898, quan es traslladà a Vic com a secretari de l'Ajuntament. Va col·laborar a diversos periòdics i va traduir obres de Chateaubriand. Va publicar llibres com Un separatista oficial i el Dietari, que reflecteixen la seva evolució política i literària.